# 賴魁標
賴魁標（？年—？年），江西承宣布政使司萬安縣人。明朝政治人物。

## 生平
弘治二年（1489年），賴魁標中式己酉科應天鄉試第一百三十四名舉人。弘治十六年（1503年）官湖廣益陽縣知縣，歷瀏陽縣知縣。